# Ballon de rugby à XIII
Pour les articles homonymes, voir ballon de rugby.

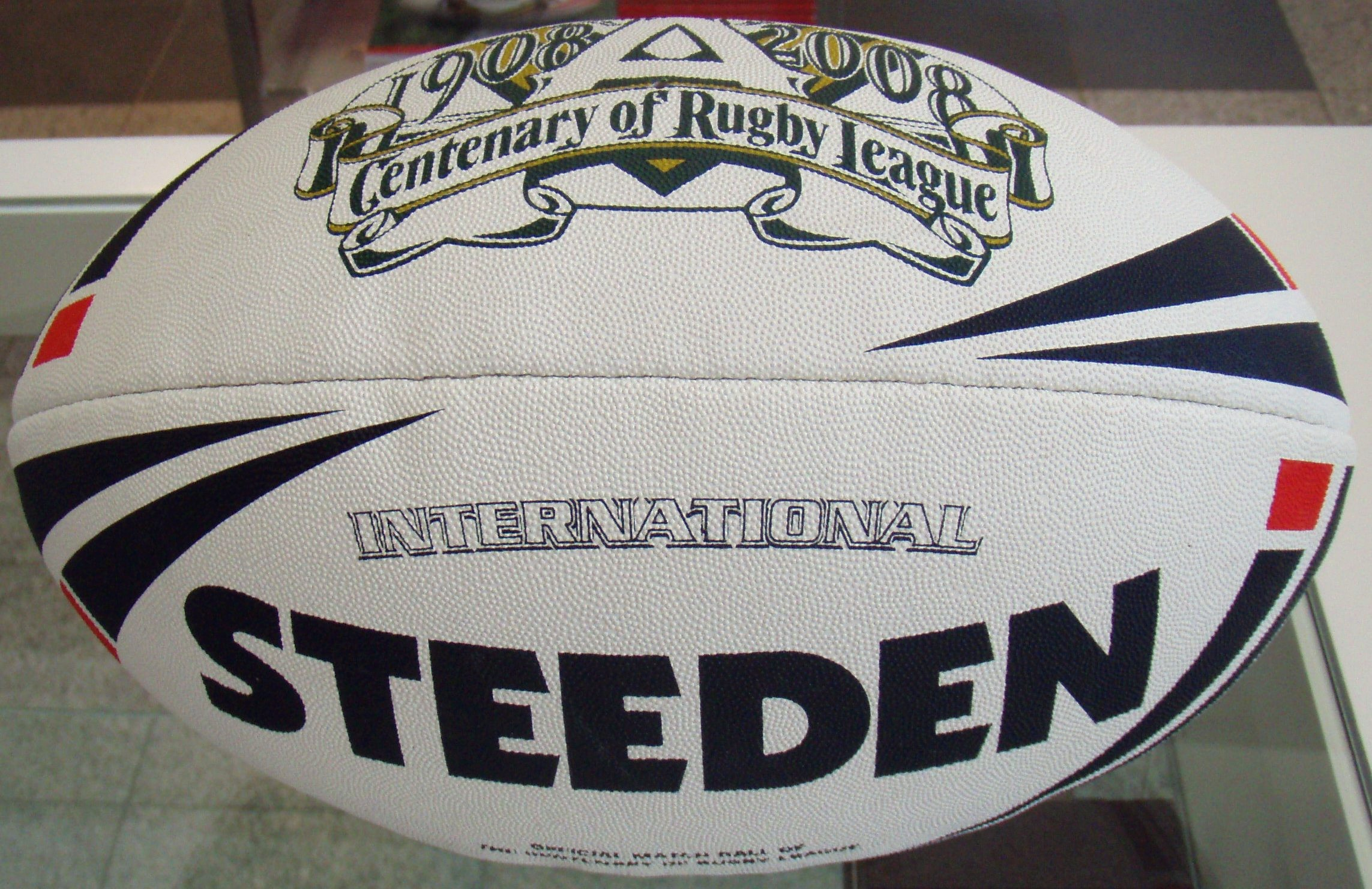
Ballon de rugby à XIII.

Le ballon du rugby à XIII est en forme de sphéroïde. Longtemps en cuir, il s'agit aujourd'hui d'un ballon synthétique de couleurs différentes.
La taille 5 ou dite internationale est la suivante : 27 cm de long et 60 cm de circonférence en son point le plus large. Le poids est compris entre 383 et 440 grammes.
Le ballon en XIII est légèrement plus pointu qu'en rugby à XV mais moins qu'un ballon de football américain.
La marque officielle de ballons de la National Rugby League et de la Super League est le manufacturier Steeden.